# 막힉
막힉(莫檄, ? ~ 1514년)은 대월 후 레 왕조 사람이다. 《막씨세보(베트남어: Thế phả họ Mạc / 莫氏世譜)》에서는 성명을 막딘푸(베트남어: Mạc Đĩnh Phú / 莫挺賦 막정부)라고 하였다. 막 왕조를 세운 막당중의 부친이다.
1527년, 막당중이 막 왕조를 세웠고, 막힉의 묘호를 소조(昭祖), 시호를 광렬기명황제(光烈基命皇帝)로 하였다.

## 가계도
- 부친: 막빈
  - 막힉
  - 부인: 당티히에우(鄧氏孝) - 당쑤언(鄧椿)의 딸
    - 장남: 막당중
    - 차남: 신왕(信王) 막꾸옛(莫⿰言厥)
    - 삼남: 자왕(慈王) 막독띤(莫篤信)

## 참고 문헌
- 《대월통사》
- 《대월사기전서》